# Ursula Hafner
Ursula Hafner, née le 10 juin 1943 à Merishausen (originaire du même lieu), est une personnalité politique suisse du canton de Schaffhouse, membre du parti socialiste.
Elle siège au Conseil national de 1987 à 1999 et y préside le groupe socialiste de 1995 à 1999.

## Biographie
Ursula Hafner naît le 10 juin 1943 à Merishausen, dans le canton de Schaffhouse. Elle est originaire de la même commune. Son père est maître au secondaire.
Elle grandit à Neunkirch. Après son gymnase à Schaffhouse, elle étudie le latin et le français aux universités de Zurich et de Caen. Elle obtient ensuite un doctorat à l'Université d'Aberdeen.
Elle enseigne le français au gymnase de Schaffhouse.

## Parcours politique
Elle siège au Conseil cantonal de Schaffhouse de 1981 à 1990.
Elle est élue au Conseil national en octobre 1987. Elle y est réélue à deux reprises. Elle succède fin 1995 à Ursula Mauch à la tête du groupe socialiste en s'imposant par 40 voix contre 22 face à François Borel,.
En octobre 1999, elle est candidate au Conseil des États, mais manque de peu son élection, terminant troisième avec 12 216 voix contre 13 849 au candidat de l'UDC.

### Autres mandats
Elle préside la Commission fédérale de la jeunesse de 1990 à 1994.